# Хасу
«Хасу» (Hasu, яп. 蓮) — ескадрений міноносець Імперського флоту Японії, який брав участь у Другій світовій війні.
Корабель спорудили у 1922 році на верфі Uraga Dock. Він належав до есмінців типу «Момі», з яких на момент вступу Японії у Другу світову війну лише 3 із 21 зберігали первісний статус, тоді як решту списали й перекласифікували.
Втім, спершу «Хасу» взяв участь у Другій японо-китайській війні, яка почалась влітку 1937-го. В червні 1938-го під час битви за Ухань есмінець разом з іншими численними кораблями діяв на Янцзи та прикривав висадку десанту в Аньціні.
Станом на грудень 1941-го «Хасу» належав до Особливої військово-морської бази Шанхай (Shanghai Special Base Force). 8 грудня (в день нападу на Перл-Гарбор — але по іншу сторону лінії зміни дат) корабель перебував у Шанхаї та разом з 3 канонерськими човнами і наземною артилерією потопив британський канонерський човен HMS Peterel, який відмовився капітулювати.
Протягом наступних воєнних років «Хасу» займався ескортною службою в районі китайського узбережжя, включаючи рейси до портів Формози, Мако (важлива база ВМФ на Пескадорських островах у південній частині Тайванської протоки), Гонконгу, Ціндао та Наха (японський острів Окінава). Зокрема, 21—24 грудня 1942-го «Хасу» супроводив з Шанхаю до Мако ешелон A конвою № 35, який мав доправити на Гуадалканал 6-ту піхотну дивізію. 16—19 серпня 1944-го «Хасу» та ще один есмінець успішно ескортували з Шанхаю до Нахи конвой № 609, який перевіз 9 тисяч військовослужбовців. Наприкінці серпня 1944-го корабель супроводжував конвой NAMO-103, що прямував з Нахи до японського порту Моджі, при цьому на переході підводний човен потопив судно «Цусіма-Мару», разом з яким загинуло більш як 1,5 тисячі осіб. 22 жовтня 1944-го «Хасу» та ще один есмінець розпочали супроводжувати конвой з Фучжоу на Формозу, причому наступної доби підводний човен потопив усі 4 транспорти цього загону.
3 вересня 1944-го поблизу устя Янцзи «Хасу» підірвався на міні, проте після нетривалого ремонту в Шанхаї вже на початку жовтня зміг відновити конвойну службу.
16 січня 1945-го корабель перебував у Гонконгу, по якому тієї доби завдало удару американське авіаносне з'єднання. «Хасу» зазнав істотних пошкоджень, після чого з початку лютого по 20 березня проходив ремонт у Шанхаї.
На початку травня 1945-го «Хасу» прибув до порту Амой (материкове узбережжя Тайванської протоки) із завданням узяти участь у транспортуванні амуніції. Втім, наприкінці того ж місяця він перейшов значно північніше до Ціндао, та ніс тут патрульно-ескортну службу до капітуляції Японії.
У жовтні 1945-го «Хасу» виключили зі списків ВМФ та призначили для участі в репатріації японців (по завершенні війни з окупованих територій на Японські острови вивезли кілька мільйонів військовослужбовців та цивільних японської національності). З березня 1946-го корабель стояв на приколі в Сасебо, а в 1948-му пішов на злам.